# Quartier-d'Orléans
Quartier-d'Orléans est un village de la partie française de l'île de Saint-Martin dans les Petites Antilles. Il se situe sur le côté Est de l'île donc à l'Est de Marigot, au bout de la route principale N7 qui l'y relie via Grand-Case. Cette route se prolonge jusqu'à la frontière avec la partie néerlandaise.

## Étymologie
Le nom colonial d'origine a pu être le « Quartier d'Orient » tel que c'est le cas à l'île de Saint-Barthélemy voisine. Puis, rapidement par une possible juxtaposition phonétique, ce quartier a été désigné du nom de la baie proche (où se faisait le mouillage des galions protégés par l'îlet Caye verte), il est devenu « d'Orléans », peut être en l'honneur de « Monsieur », frère de Louis XIV. En anglais il est nommé French Quarter.

## Géographie
Il s'agit de la plus grande plaine de la partie française, éloignée de la mer par l'Étang aux Poissons où la passe par la « mangrove de l'Embouchure » n'est possible qu'aux petites embarcations. Deux ravines y débouchent (Grand-Fond et Moho). Les lieux-dits proches sont Belle-plaine et Oyster-Pond notamment.

## Environnement
Il existe un phénomène de destruction progressive de toute la mangrove attenante par l'urbanisme et les remblaiements illicite des rives du grand Étang-aux-Poissons. De plus, les inondations récurrentes sont provoquées lors des très grosses averses), par les eaux provenant des ravines de Belle-Plaine, de Grand-Fond et de toute la cuvette de Lower Prince Quarter en zone néerlandaise.

## Urbanisation
C'est la première zone d'implantation des colons français sur l'île (avant 1648) à côté d'un village amérindien. Ils y cultivèrent le tabac, puis aussi l'indigotier, et à partir de 1660 des petites surfaces de canne à sucre (pour le XVIIIe siècle) dans des habitations-sucreries de la partie française. Au XIXe siècle et jusqu'au réveil économique de 1986 la démographie décroit avant l'expansion due aux développement des commerces, des maisons individuelles, des HLM, mais aussi des zones de type bidonville.

## Société et services publics
- Établissements d'enseignement : écoles maternelles, écoles élémentaires et l'un des collèges publics de la collectivité.
- Autres services publics : bureau de poste, gendarmerie.
- Équipements sportifs : terrain de football, de basket-ball, de volley-ball, de tennis.
- Lieux de cultes : trois églises.
- Sécurité : la nuit, les agressions n'y sont pas rares.

## Lieux remarquables et particularités
- Petite roche pétroglyphe amérindienne au puits de la ravine Moho.
- Ancien château d'eau du captage de la petite source Moho.
- Monument commémoratif récent à la frontière.

## Sources
« Carte de Randonnée au 1:25.000, St.Martin & St.Barthélemy n°4606GT ». éd. 2014, IGN Paris, TOP 25, Série Bleue, « Commander online »